# Ingrid di Svezia
Ingrid di Svezia (Ingrid Victoria Sofia Louise Margareta; Stoccolma, 28 marzo 1910 – Fredensborg, 7 novembre 2000) è stata regina di Danimarca dal 1947 al 1972, come consorte di re Federico IX di Danimarca (1899-1972).

## Biografia
Ingrid era la terza figlia del principe ereditario e futuro re di Svezia re Gustavo VI Adolfo e della sua prima moglie, la principessa Margherita di Sassonia-Coburgo-Gotha.
I suoi nonni paterni erano Gustavo V di Svezia e Vittoria di Baden, quelli materni il principe Arturo di Sassonia-Coburgo-Gotha e la principessa Luisa Margherita di Prussia. Ingrid era pronipote della regina Vittoria e anche del kaiser Guglielmo I di Germania.
Fu battezzata nella Cappella Reale a Stoccolma, il 5 maggio 1910. I suoi padrini furono i suoi nonni paterni, la bisnonna  regina Sofia di Svezia (nonna paterna di suo padre), il duca e la duchessa di Connaught e Strathearn (suoi nonni materni), la granduchessa Luisa di Baden (nonna materna del padre), l'imperatrice Alessandra Fëdorovna di Russia (cugina paterna di sua madre), la principessa Alice, contessa di Athlone (cugina paterna di sua madre), Giorgio V del Regno Unito (primo cugino paterno di sua madre), il principe Adalberto di Prussia (suo secondo cugino materno), la granduchessa di Baden e la duchessa di Dalarna.

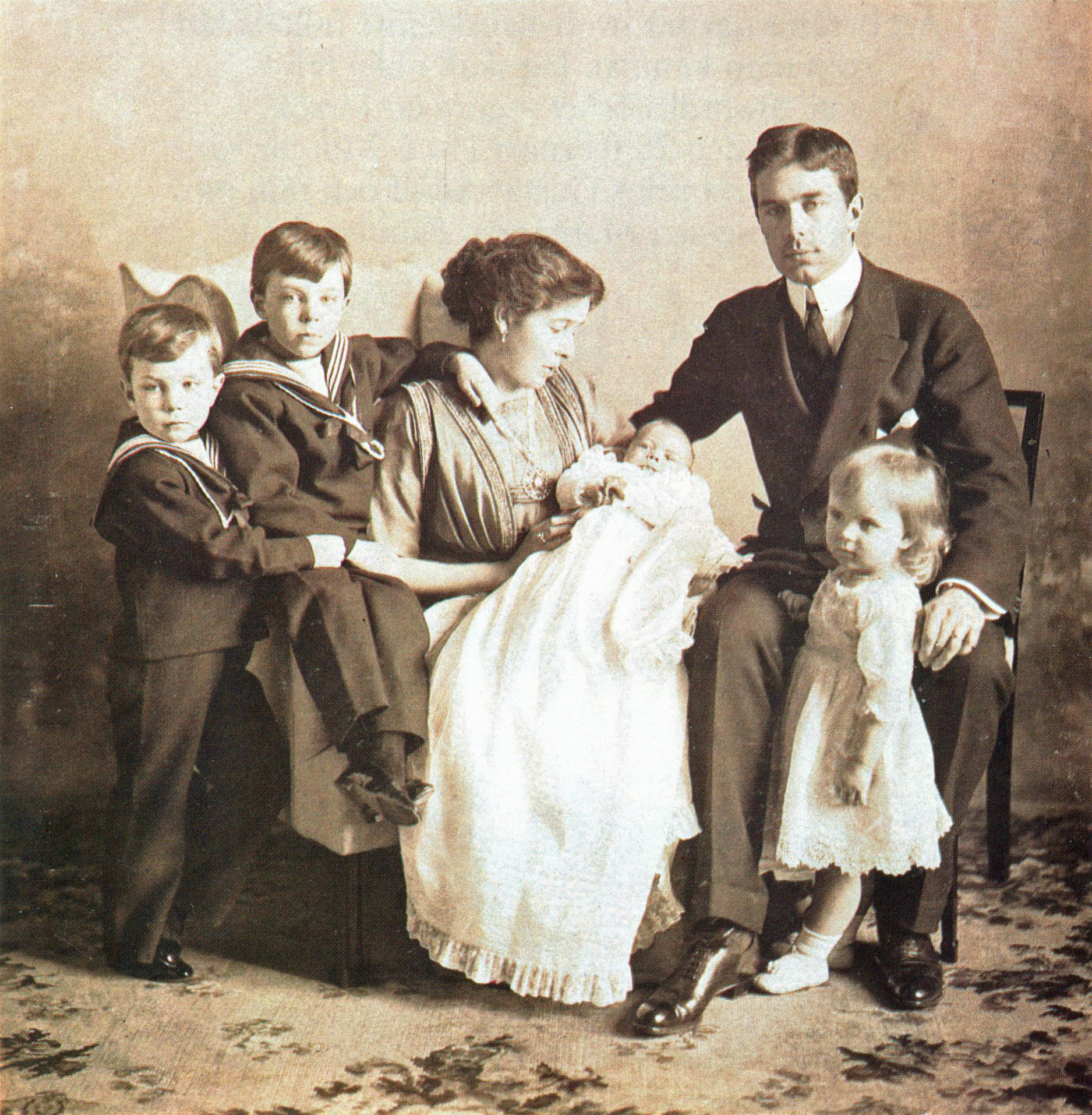
La principessa Ingrid (a destra) con i suoi genitori e i suoi tre fratelli nel 1912

La famiglia viveva in appartamenti nel palazzo reale di Stoccolma, in una villa a Ulriksdal, vicino alla capitale, e in una residenza estiva, il Palazzo di Sofiero in Scania. La principessa Margherita creò una scuola per Ingrid con una piccola cerchia di bambine nobili svedesi. Anche a Ingrid venne impartita una certa istruzione domestica come parte della sua educazione. Da bambina cucinava nel suo cottage modello nei giardini del palazzo e lavava persino i piatti dopo i pasti. L'abilità di una ragazza nel cucinare, cucire e gestire una casa era considerata importante ai tempi anche per i reali. Nel 1920, quando Ingrid aveva solo dieci anni, sua madre morì dopo essersi sottoposta a un intervento di mastoide all'ottavo mese della sua sesta gravidanza. Dopo la morte della madre, Ingrid trascorse diversi mesi di ogni anno nel Regno Unito da suo nonno. Gli osservatori hanno suggerito che la forte autodisciplina di Ingrid è stata modellata come effetto della morte di sua madre. Suo padre si risposò con Luisa Mountbatten tre anni dopo. Luisa era una cugina di secondo grado di Ingrid. Da questa unione nacque una bambina, però  già morta. Ingrid si sentì tradita da suo padre quando si risposò e non fu gentile con la principessa Luisa, ma acquisì una comprensione più matura molti anni dopo. 
Ricevette un'ottima educazione che comprendeva storia, storia dell'arte, scienze politiche e le lingue. La sua conoscenza dell'arte e della cultura fu ampliata da lunghi soggiorni a Parigi e Roma. Insieme a suo padre, alla matrigna e al fratello, il principe Bertil, Ingrid intraprese un viaggio di cinque mesi attraverso il Medio Oriente (1934-1935). Si interessò anche allo sport, in particolare l'equitazione, lo sci e il tennis. 
Oltre ad avere una reputazione di giovane donna alla moda, Ingrid era conosciuta come piuttosto attraente. Era alta, aveva capelli castano chiaro, occhi nocciola e un sorriso caloroso. Gli americani l'hanno descritta dopo la sua visita negli Stati Uniti nel 1939 come "alta e molto snella", con una "bocca ben modellata e denti squisiti".

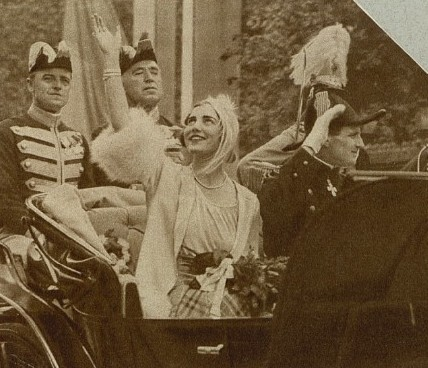
Ingrid e il marito al loro arrivo a Copenaghen nel 1935

### Matrimonio
La questione del matrimonio di Ingrid era un argomento scottante di conversazione negli anni '20. Era vista da alcuni come una possibile moglie per l'erede al trono britannico, il principe Edoardo, che era suo cugino di secondo grado. Nel 1928, Ingrid incontrò il principe di Galles a Londra. Questo progetto però non venne portato a termine. 
Il 15 marzo 1935 si fidanzò con Federico, principe ereditario di Danimarca e Islanda. Come discendenti di Oscar I di Svezia, erano cugini di terzo grado. Si sposarono nella cattedrale di Stoccolma il 24 maggio 1935. Il suo matrimonio fu uno dei più grandi eventi mediatici in Svezia e ricevette così tanta attenzione che i media furono criticati per questo. 
Dal loro matrimonio nacquero tre figlie:
- Margherita (16 aprile 1940), futura regina di Danimarca con il nome di Margherita II; sposò nel 1967 il conte francese Henri de Laborde de Monpezat, a cui fu dato il titolo di Sua Altezza Reale Principe Henrik di Danimarca;
- Benedetta (22 aprile 1944); sposò nel 1968 il principe Riccardo II di Sayn-Wittgenstein-Berleburg;
- Anna Maria (30 agosto 1946), futura regina di Grecia come consorte di re Costantino II di Grecia.

### Principessa ereditaria
Mentre era principessa ereditaria, era la protettrice ufficiale delle Girl Guides (1936), dopo aver affrontato e superato le stesse prove a cui erano stati assegnati tutti i candidati. Nel 1940, prima dell'occupazione, era a capo della Danske Kvinders Beredskab (La società danese per lo sforzo bellico delle donne). Durante l'occupazione tedesca della Danimarca, Ingrid, con il suo personale, influenzò la casa reale danese e la sua condotta in relazione alle forze di occupazione e ottenne una grande popolarità come simbolo di resistenza silenziosa e pubblico morale patriottico. Mostrava solidarietà verso la popolazione danese e la si vedeva spesso in bicicletta o con la carrozzina per le strade di Copenaghen durante la guerra. La sua aperta sfida alle forze di occupazione fece preoccupare suo nonno, re Gustavo di Svezia, che nel 1941 le mandò un invito ad essere più discreta "per il bene della dinastia" e per la sua sicurezza, ma lei reagì con rabbia e rifiutò di obbedire, mentre ebbe il sostegno del marito, che condivideva le sue opinioni. Una dimostrazione di sfida mostrata da Ingrid era il posizionamento delle bandiere di Danimarca, Svezia e Regno Unito al Palazzo di Amalienborg.

### Regina consorte
Dopo l'ascesa al trono del marito, il 20 aprile 1947, divenne la regina consorte di Danimarca. Come tale, riformò le tradizioni della vita di corte danese, abolì molte usanze antiquate a corte e creò un'atmosfera più rilassata ai ricevimenti ufficiali. Era interessata al giardinaggio e all'arte e rinnovò il Palazzo di Gråsten in base alle sue ricerche storiche sull'aspetto originale del palazzo.

### Regina madre
Nel 1972 Federico IX morì e Ingrid rimase vedova all'età di 61 anni. La sua figlia maggiore divenne la nuova regina e Ingrid assunse la posizione di matriarca della famiglia. In quello stesso anno, dopo aver giurato di rispettare la costituzione danese, fu nominata Rigsforstander (reggente) e rappresentante del monarca ogni volta che sua figlia (e in seguito i suoi nipoti) fossero stati assenti, un compito che eseguì in molte occasioni. 
Era patrona di una lunga serie di organizzazioni sociali, posizioni che, una dopo l'altra, alla fine lasciò alla principessa Benedetta nel corso degli anni. Fondò inoltre le organizzazioni Kong Frederik e Dronning Ingrids fondate su humanitære og kulturelle formål, Ingridfondet per South Jutland, Det kgl. Grønlandsfond e Dronning Ingrids Romerske Fond til støtte af kulturelle og videnskabelige formål. Fu descritta come doverosa, ben preparata ed energica.

### Morte
La regina Ingrid morì il 7 novembre 2000 circondata dalla sua famiglia. Migliaia di persone si radunarono fuori dal Palazzo di Amalienborg dopo che la sua morte venne annunciata; migliaia di fiori e candele accese furono lasciati davanti al palazzo e inni furono cantati in suo onore. I suoi funerali si svolsero il 14 novembre 2000 e fu sepolta accanto al marito all'esterno della cattedrale di Roskilde, città nei pressi di Copenaghen. Al funerale parteciparono molte teste coronate d'Europa e altri capi di Stato.

## Ascendenza
|                                      |                                   |                                        | Genitori                              |  |  | Nonni |  |  | Bisnonni           |  |  | Trisnonni         |  |
|                                      |                                   |                                        |                                       |  |  |       |  |  | Oscar II di Svezia |  |  | Oscar I di Svezia |  |
|                                      |                                   |                                        |                                       |  |  |       |  |  | Oscar II di Svezia |  |  | Oscar I di Svezia |  |
|                                      |                                   | Giuseppina di Leuchtenberg             |                                       |  |  |       |  |  | Oscar II di Svezia |  |  |                   |  |
| Gustavo V di Svezia                  |                                   |                                        |                                       |  |  |       |  |  | Oscar II di Svezia |  |  |                   |  |
|                                      |                                   | Sofia di Nassau                        | Guglielmo di Nassau                   |  |  |       |  |  |                    |  |  |                   |  |
|                                      |                                   | Sofia di Nassau                        | Guglielmo di Nassau                   |  |  |       |  |  |                    |  |  |                   |  |
|                                      |                                   | Sofia di Nassau                        | Paolina di Württemberg                |  |  |       |  |  |                    |  |  |                   |  |
| Gustavo VI Adolfo di Svezia          |                                   | Sofia di Nassau                        |                                       |  |  |       |  |  |                    |  |  |                   |  |
|                                      |                                   | Federico I di Baden                    | Leopoldo di Baden                     |  |  |       |  |  |                    |  |  |                   |  |
|                                      |                                   | Federico I di Baden                    | Leopoldo di Baden                     |  |  |       |  |  |                    |  |  |                   |  |
|                                      |                                   | Federico I di Baden                    | Sofia Guglielmina di Svezia           |  |  |       |  |  |                    |  |  |                   |  |
| Vittoria di Baden                    |                                   | Federico I di Baden                    |                                       |  |  |       |  |  |                    |  |  |                   |  |
|                                      |                                   | Luisa di Prussia                       | Guglielmo I di Germania               |  |  |       |  |  |                    |  |  |                   |  |
|                                      |                                   | Luisa di Prussia                       | Guglielmo I di Germania               |  |  |       |  |  |                    |  |  |                   |  |
|                                      |                                   | Luisa di Prussia                       | Augusta di Sassonia-Weimar-Eisenach   |  |  |       |  |  |                    |  |  |                   |  |
| Ingrid di Svezia                     |                                   | Luisa di Prussia                       |                                       |  |  |       |  |  |                    |  |  |                   |  |
|                                      | Alberto di Sassonia-Coburgo-Gotha | Ernesto I di Sassonia-Coburgo-Saalfeld |                                       |  |  |       |  |  |                    |  |  |                   |  |
|                                      | Alberto di Sassonia-Coburgo-Gotha | Ernesto I di Sassonia-Coburgo-Saalfeld |                                       |  |  |       |  |  |                    |  |  |                   |  |
|                                      | Alberto di Sassonia-Coburgo-Gotha | Luisa di Sassonia-Gotha-Altenburg      |                                       |  |  |       |  |  |                    |  |  |                   |  |
| Arturo di Sassonia-Coburgo-Gotha     | Alberto di Sassonia-Coburgo-Gotha |                                        |                                       |  |  |       |  |  |                    |  |  |                   |  |
|                                      |                                   | Vittoria del Regno Unito               | Edoardo Augusto di Hannover           |  |  |       |  |  |                    |  |  |                   |  |
|                                      |                                   | Vittoria del Regno Unito               | Edoardo Augusto di Hannover           |  |  |       |  |  |                    |  |  |                   |  |
|                                      |                                   | Vittoria del Regno Unito               | Vittoria di Sassonia-Coburgo-Saalfeld |  |  |       |  |  |                    |  |  |                   |  |
| Margherita di Sassonia-Coburgo-Gotha |                                   | Vittoria del Regno Unito               |                                       |  |  |       |  |  |                    |  |  |                   |  |
|                                      |                                   | Federico Carlo di Prussia              | Carlo di Prussia                      |  |  |       |  |  |                    |  |  |                   |  |
|                                      |                                   | Federico Carlo di Prussia              | Carlo di Prussia                      |  |  |       |  |  |                    |  |  |                   |  |
|                                      |                                   | Federico Carlo di Prussia              | Maria di Sassonia-Weimar-Eisenach     |  |  |       |  |  |                    |  |  |                   |  |
| Luisa Margherita di Prussia          |                                   | Federico Carlo di Prussia              |                                       |  |  |       |  |  |                    |  |  |                   |  |
|                                      |                                   | Maria Anna di Anhalt                   | Leopoldo IV di Anhalt-Dessau          |  |  |       |  |  |                    |  |  |                   |  |
|                                      |                                   | Maria Anna di Anhalt                   | Leopoldo IV di Anhalt-Dessau          |  |  |       |  |  |                    |  |  |                   |  |
|                                      |                                   | Maria Anna di Anhalt                   | Federica di Prussia                   |  |  |       |  |  |                    |  |  |                   |  |
|                                      |                                   | Maria Anna di Anhalt                   |                                       |  |  |       |  |  |                    |  |  |                   |  |